# سومیدا ۱۰۹۰
سیارک ۱۰۹۰ (به انگلیسی: 1090 Sumida، نامگذاری:1928DG) هزار و نودمین سیارک کشف شده‌است که در ۲۰ فوریه ۱۹۲۸ کشف شد.
قدر مطلق سیارک برابر ۱۲٫۴۹ است.